# 1453
| [ Edytuj tabelę ]                          | |
| Król Polski                                | - 1447 Kazimierz IV Jagiellończyk 1492 |
| Książę Albanii                             | - 1443 Skanderbeg 1468 - 1446 Lekë Dukagjini 1481 |
| Współksiążęta Andory                       | - 1437 Arnau Roger de Pallars 1461 - 1436 Gaston IV 1472 |
| Król Anglii                                | - 1422 Henryk VI 1461 |
| Król Aragonii i Walencji, hrabia Barcelony | - 1416 Alfons V Aragoński 1458 |
| Władca Azteków                             | - 1440 Montezuma I 1468 |
| Elektor Brandenburgii                      | - 1440 Fryderyk II Żelazny 1471 |
| Książę Bawarii-Landshut                    | - 1450 Ludwik IX Bogaty 1479 |
| Książę Bawarii-Monachium                   | - 1438 Albert III 1460 |
| Książę Burgundii                           | - 1419 Filip III Dobry 1467 |
| Cesarz Bizancjum                           | - 1449 Konstantyn XI Paleolog 1453 |
| Sułtan Brunei                              | - 1433 Sulaiman 1473 |
| Cesarz Chin                                | - 1449 Jingtai 1457 |
| Król Cypru                                 | - 1432 Jan II 1458 |
| Król Czech                                 | - 1440 Władysław Pogrobowiec 1457 |
| Król Danii                                 | - 1448 Chrystian I 1481 |
| Dalajlama                                  | - 1391 Gendun Drup 1474 |
| Władca Egiptu                              | - 1438 Czakmak 1453 - 1453 Al-Mansur Usman 1453 - 1453 Al-Aszraf Inal 1461 |
| Cesarz Etiopii                             | - 1434 Zara Jaykob Konstantyn 1468 |
| Król Francji                               | - 1422 Karol VII 1461 |
| Król Gruzji                                | - 1446 Jerzy VIII 1465 |
| Hrabia Holandii                            | - 1433 Filip III Dobry (z Burgundii) 1467 |
| Władca Inków                               | - 1438 Pachacutec 1471 |
| Cesarz Japonii                             | - 1428 Go-Hanazono 1464 |
| Kalif                                      | - 1451 Al-Ka’im 1455 |
| Król Kastylii i Leónu                      | - 1406 Jan II Kastylijski 1454 |
| Patriarcha Konstantynopola                 | - 1450 Atanazy II 1453 - 1453 Gennadiusz II Scholar 1456 |
| Władca Korei                               | - 1452 Danjong 1455 |
| Wielki książę litewski                     | - 1440 Kazimierz IV Jagiellończyk 1492 |
| Cesarz Majapahitu                          | - 1451 Rajasawardhana 1453 - 1453 bezkrólewie 1456 |
| Sułtan Maroka                              | - 1421 Abdulhak II 1465 |
| Książę Mediolanu                           | - 1450 Franciszek I 1466 |
| Senior Monako                              | - 1436 Jan I 1454 |
| Wielki książę moskiewski                   | - 1425 Wasyl II Ślepy 1462 |
| Król Nawarry                               | - 1441 Jan II Aragoński 1479 |
| Król Norwegii                              | - 1450 Chrystian I 1481 |
| Sułtan Omanu                               | - 1451 Umar ibn al-Chattab 1490 |
| Elektor Palatynatu                         | - 1449 Fryderyk I 1476 |
| Papież                                     | - 1447 Mikołaj V 1455 |
| Król Portugalii                            | - 1438 Alfons V 1481 |
| Cesarz Rzymski (niemiecki)                 | - 1440 Fryderyk III Habsburg 1493 |
| Kapitanowie Regenci San Marino             | - 1452 Cecco di Giovanni da Valle Simone di Marino di Giovanni 1453 - 1453 Simone di Antonio Belluzzi Bartolo di Michele 1453 - 1453 Menghino di Francesco Calcigni Filippo di Antonio Madroni 1454 |
| Despota Serbii                             | - 1429 Jerzy I Branković 1456 |
| Elektor Saksonii                           | - 1428 Fryderyk II Łagodny 1464 |
| Król Szkocji                               | - 1437 Jakub II 1460 |
| Król Szwecji                               | - 1448 Karol Knutsson Bonde 1457 |
| Król Tajlandii                             | - 1448 Borommatrailokkanat 1488 |
| Sułtan Turków                              | - 1451 Mehmed II Zdobywca 1481 |
| Doża Wenecji                               | - 1423 Francesco Foscari 1457 |
| Król Węgier                                | - 1444 Władysław Pogrobowiec 1457 |
| Cesarz Wietnamu                            | - 1442 Lê Nhân Tông 1459 |
| Wielki mistrz zakonu krzyżackiego          | - 1450 Ludwig von Erlichshausen 1467 |

Rok 1453 / MCDLIII
stulecia: XIV wiek ~
XV wiek ~
XVI wiek

lata: 1443 «
1448 «
1449 «
1450 «
1451 «
1452 «
1453
» 1454
» 1455
» 1456
» 1457
» 1458
» 1463

## Wydarzenia w Polsce
- Zniszczenie miasta Krotoszyn w wyniku pożaru.
- Zjazd w Piotrkowie, na którym król potwierdził przywileje Królestwa.
- 24 czerwca-1 lipca – w Piotrkowie obradował sejm[1].
- obradował Sejm Wielkiego Księstwa Litewskiego w Wilnie[2].
- obradował wspólny Sejm w Parczewie[2].

## Wydarzenia na świecie
- 2 kwietnia – rozpoczęło się oblężenie Konstantynopola, zakończone jego zdobyciem 29 maja.
- 5 kwietnia – oblężenie Konstantynopola: pod oblężone miasto podeszły główne siły tureckie.
- 29 maja – oblężenie Konstantynopola: miasto zostało zdobyte przez Turków. Upadek Cesarstwa Bizantyjskiego. Jedna z proponowanych dat końca średniowiecza.
- 4 lipca – pogrom Żydów we Wrocławiu, w efekcie kazań Jana Kapistrana
- 17 lipca – wojna stuletnia: Francuzi pokonali Anglików pod Castillon.
- 1 grudnia – sąd cesarza Fryderyka III Habsburga nakazał rozwiązanie Związku Pruskiego.
- Koniec wojny stuletniej.
- Wydanie pierwszej ustawy antycygańskiej we Francji.

## Urodzili się
- Afonso de Albuquerque, portugalski żeglarz, odkrywca i zdobywca, wicekról Indii (zm. 1515)

## Zmarli
- 28 lutego – Izabela Lotaryńska, księżna Lotaryngii (ur. 1400)[3]
- 9 maja – Maciej z Trok, biskup żmudziński i wileński (ur. ok. 1370)
- 29 maja – Konstantyn XI Paleolog, ostatni cesarz bizantyjski z dynastii Paleologów (ur. 1405)[4]
- 15 czerwca – Zofia Witoldówna, wielka księżna moskiewska, córka Witolda (ur. ok. 1375)[5]
- 13 października – Jakub I, margrabia Badenii (ur. 1407)
- zap. 21 listopada – Jan I lubiński, książę brzeski, lubiński, złotoryjski i chojnowski (ur. ok. 1425)[6]
- 2 grudnia – Władysław Oporowski, prymas Polski, podkanclerzy koronny (ur. ok. 1395)[7]
- data dzienna nieznana:
  - Rajasawardhana, władca imperium Majapahit (ur. przed 1429)